# Tiszaderzs, Jász-Nagykun-Szolnok
Tiszaderzs  este un sat în districtul Tiszafüred, județul Jász-Nagykun-Szolnok, Ungaria, având o populație de 1.209 locuitori (2011). 

## Demografie
Componența etnică a satului Tiszaderzs
     Maghiari (91,12%)
     Romi (7,68%)
     Necunoscut (0,65%)
     Germani (0,56%)
     Alții (0,65%)
Componența confesională a satului Tiszaderzs
     Fără religie (34,57%)
     Reformați (30,19%)
     Romano-catolici (11,08%)
     Necunoscută (23,66%)
     Atei (0,5%)
     Alte religii (0,33%)
Conform recensământului din 2011, satul Tiszaderzs avea 1.209 locuitori. Din punct de vedere etnic, majoritatea locuitorilor (91,12%) erau maghiari, cu o minoritate de romi (7,68%). Apartenența etnică nu este cunoscută în cazul a 0,65% din locuitori. Nu există o religie majoritară, locuitorii fiind persoane fără religie (34,57%), reformați (30,19%) și romano-catolici (11,08%). Pentru 23,66% din locuitori nu este cunoscută apartenența confesională.